# Chiesa della Madonna dei Pantanelli
La Chiesa della Madonna dei Pantanelli è un edificio religioso ubicato a San Nicolò di Celle, frazione di Deruta, in provincia di Perugia e arcidiocesi di Perugia-Città della Pieve.

## Interno
L'interno è a navata unica. Ha una copertura a capriate. Nella parete dietro l'altare vi è una nicchia che conserva l'affresco che le dà il nome: la Madonna dei Pantanelli di Scilla Peccenini.  Del pittore Scilla Peccenini si hanno a tutt'oggi scarsissime notizie biografiche: l'unica certa è l'iscrizione all'arte nell'anno 1585 per la matricola di porta Sant' Angelo a Perugia. Gli affreschi firmati di Paciano risalgono all'anno 1580, alla Basilica di San Pietro a Perugia lavora a più riprese a partire dall'anno 1592. Non si conosce I'anno della morte. Nella parete sinistra si conserva un affresco raffigurante San Sebastiano della stessa mano della Madonna dei Pantanelli.

## Galleria d'immagini

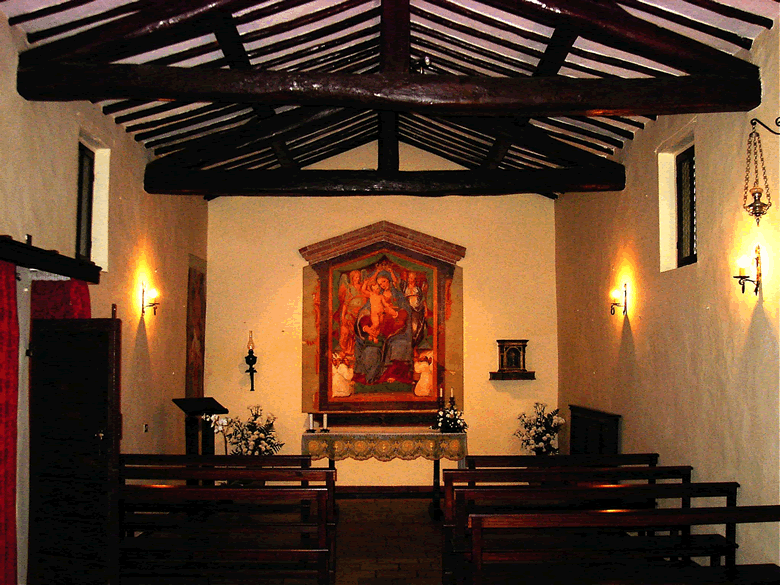
L'interno della chiesa
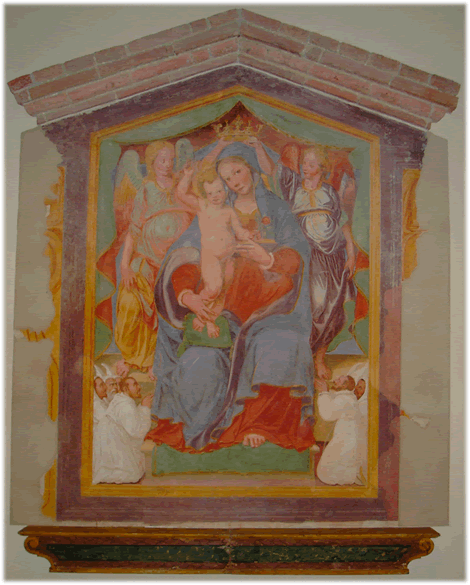
La Madonna dei Pantanelli
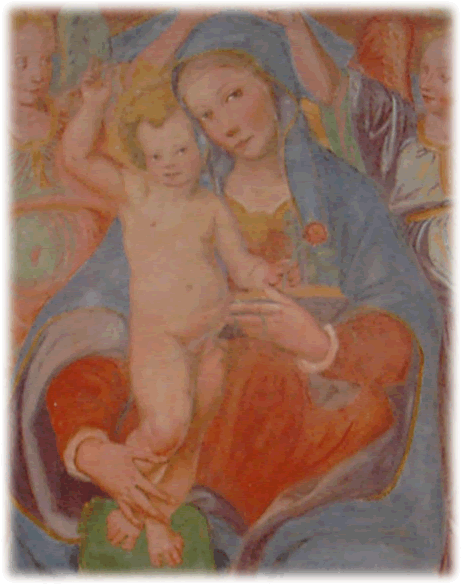
Particolare del volto della Madonna dei Pantanelli
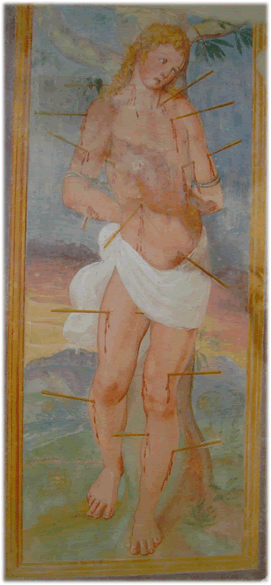
Il San Sebastiano
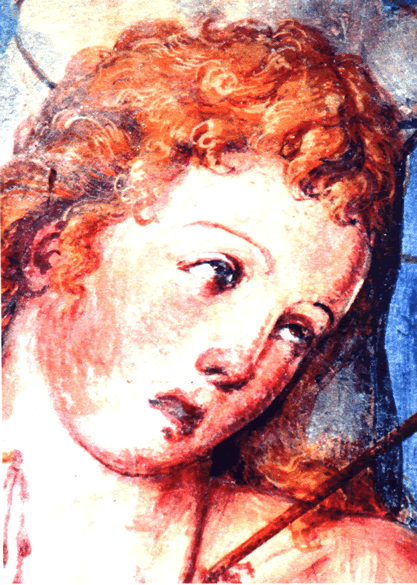
Particolare del volto del San Sebastiano